# Stadio Las Gaunas
Lo stadio Las Gaunas è uno stadio spagnolo situato a Logroño, capoluogo della comunità autonoma di La Rioja, e ospita le partite interne della squadra di calcio maschile Unión Deportiva Logroñés e della squadra femminile Dux Logroño. Ha sostituito il vecchio Stadio Las Gaunas, chiuso nel 2002.
Lo stadio può ospitare 16 000 spettatori e fu inaugurato il 28 febbraio 2002.